# Alaska (1996)
Alaska is een avonturenfilm uit 1996, geregisseerd door Fraser Clarke Heston. De film is onder andere opgenomen in Alaska en Canada, bij de bekende berg Devils Thumb.
De film is vooral bekend geworden door de natuuropnamen van Alaska en British Columbia.

## Plot
Jake Barnes (Dirk Benedict) en zijn kinderen Sean (Vincent Kartheiser) en Jessie (Thora Birch) zijn verhuisd naar Quincy, een dorpje in Alaska, na de dood van Jakes vrouw. Jake is van beroep piloot, en brengt voor Quincy Air Service goederen rond in Alaska met een Super Cub.
Op een dag moet Jake voor een spoedgeval naar Douglas. Tijdens zijn vlucht breekt er noodweer los, en stort hij neer op een berg. Als de autoriteiten Jake niet kunnen vinden, gaan Sean en Jessie eropuit om hun vader te vinden.
Ondertussen zijn de stroper Colin Perry (Charlton Heston) en zijn piloot Mr. Koontz (Duncan Fraser) aan het jagen op ijsberen, wat verboden is in Alaska. Wanneer Sean en Jessie op hun tocht naar hun vader langs het kamp van Perry komen, laten ze een baby ijsbeer los. De ijsbeer volgt Sean en Jessie, waar Perry niet blij mee is. Wanneer de ijsbeer de route laat zien richting Jake Barnes wordt de ijsbeer ontvoerd door Perry en zijn piloot. Sean en Jessie moeten vervolgens alleen verder. Wanneer ze hun vader gevonden hebben, probeert Sean zijn vader Jake uit het vliegtuig te halen dat boven de afgrond hangt.
Intussen is het verdovingsmiddel van de ijsbeer uitgewerkt en ontsnapt uit de handen van Perry en zijn piloot. Vervolgens komt de ijsbeer Sean en Jessie te hulp.
Wanneer Charlie (Ben Cardinal) met zijn helikopter Sean, Jessie en Jake heeft gevonden, neemt hij ze mee. Vervolgens wordt, op de terugweg naar huis, de ijsbeer bij zijn familie teruggezet.

## Rolverdeling
| Acteur             | Personage        |
| ------------------ | ---------------- |
| Vincent Kartheiser | Sean Barnes      |
| Thora Birch        | Jessie Barnes    |
| Dirk Benedict      | Jake Barnes      |
| Charlton Heston    | Colin Perry      |
| Duncan Fraser      | Koontz           |
| Ben Cardinal       | Charlie          |
| Don S. Davis       | Brigadier Grazer |
| Kristin Lehman     | Florence         |
| Agee               | Cubby de ijsbeer |